# 西郷頼母
西郷 頼母（さいごう たのも、1830年5月16日（文政13年閏3月24日） - 1903年（明治36年）4月28日）は、幕末の会津藩の家老。名は近悳（ちかのり）幼名龍太郎、字を汝玉（じぎょく）明治維新後は保科 近悳（ほしな ちかのり）と改名。号を栖雲（せいうん）、酔月軒（すいげつけん）、晩年は八握髯翁（やつかぜんおう）と称した。西郷家は、もともとは「保科」姓で、信州高遠藩（現在の長野県伊那市高遠町一帯）の藩主保科正直の弟三河守正勝から始り、後に会津藩主となった保科家の分流である。保科家は信州高遠城主で清和源氏頼季流に属し、正俊の代に武田氏に従い、正直の代から徳川氏に従った名家である。

## 経歴

### 生い立ち
近悳は、文政十三年三月生まれ、父の西郷頼母近思（ちかし）が江戸詰の大老職であり、少年期は、会津藩家老の嫡子として、この父と一緒に生活し、未曾有の難局に立ち向かう指導者として父の姿を見て育った。10歳で江戸邸の学校、会津藩中屋敷日新館（芝新銭座）に入学し書学を学ぶ。11歳で礼法及び配膳の儀を習得する。礼法は、社会生活上の定まった形式、制度、文物、儀式、作法など、配膳は供御に奉ずる時、武家で儀式の時などの膳部の給仕を、務める。12歳で習字。14歳の時、初の見参、藩主松平容敬公におめみえし、側役として小姓頭を近習の司を拝命する。15歳で家督を継ぐ。藩校日新館の進級は完全実力主義。武学寮では必ず、卒業するまでに一流派の免許をとる必要があった。家柄や生まれた順番など関係なく優秀で努力家な人間が上に行けた。兄を弟が追い越してしまうこともあった。どんなに名家の家柄であっても、藩校日新館を卒業できなければ家督を継ぐことは許されない。15歳で素読の一等（最上級。500石以上の嫡子は、クリアしなければならないレベル）をクリアした者の学力レベルは、現在の国立大学を卒業した位だと言われている。藩校日新館（江戸邸）武学寮で教授されていた武芸は、弓術（道雪派、印西派）、馬術（大坪古流）、槍術（大内流、宝蔵院流、一旨流）、刀術（太子流、神道精武流）、柔術（神妙流）水練があった。会津藩士林三郎は下級藩士の次男で幕府麹町教授所塾頭から勝海舟補佐役・幕臣になった。頼母は林と親しい間柄になり、学問、天下の情勢に詳しいという自負があった。

### 会津家老時代
万延元年（1860年）、家督と家老職（家禄1700石）を継いで藩主松平容保に仕えた。文久2年（1862年）、幕府から京都守護職就任を要請された容保に対し、政局に巻き込まれる懸念から辞退を進言したために、容保の怒りを買う。その後も、藩の請け負った京都守護の責務に対して否定的な姿勢を覆さず、禁門の変が起きる直前に上京して藩士たちに帰国を説いている。ところが、賛同されずに帰国を強いられ、家老職まで解任された上に、蟄居させられる。この解任理由は、無断上京を咎められたからとされるが定かではない。一方、頼母は流罪になっていた先祖保科正興の赦免を容保に許され、流罪の水沢に位牌を安置、墓を建てた。容保と頼母は対立だけでなく、主従の絆の深さもあった。その後、他の家老たちの間で頼母の罪を赦してはどうかと話し合われてもいる。
明治元年（1868年）、戊辰戦争の勃発によって容保から家老職復帰を許された頼母は、江戸藩邸の後始末の任を終えたのち会津へ帰還する。このとき、頼母を含む主な家老、若年寄たちは、容保の意に従い新政府への恭順に備えていたが、新政府側からの家老らに対する切腹要求に態度を一変。頼母は白河口総督として白河城を攻略し拠点として新政府軍を迎撃したが、伊地知正治率いる薩摩兵主幹の新政府軍による攻撃を受けて白河城を失陥（白河口の戦い）。その後二ヶ月以上にわたり白河口を死守したが、7月2日に棚倉城陥落の責任により総督を解任される。会津防衛に方針転換してからは進入路に当たる峠（背炙山）の1つを守っていたが、他方面の母成峠を板垣退助率いる土佐迅衝隊に突破されたために、新政府軍が城下を取り囲んだ。
そこで若松城に帰参した頼母は、藩主・松平容保の切腹による会津藩の降伏を迫ったため、容保以下、会津藩士が激怒。身の危険を感じた頼母は、長子・吉十郎のみを伴い伝令を口実として城から逃げ出した。この一件に関し、頼母自身は「軽き使者の任を仰せつかり…」、と述べており（栖雲記）、越後口の萱野長修の軍への連絡にかこつけた逃亡とされる。家老・梶原平馬が不審に思い、追手を差し向けたが、その任に当たった者たちは敢えて頼母親子の後を深追いせず、結果として追放措置となった。
　頼母は非戦派、京都守護職で藩財政は逼迫、領民の生活困窮を憂いた。戊辰戦争の武器・資金調達の責任者は梶原、長岡藩・庄内藩と違って、資金がないため性能の劣る旧式武器しか買えない。白河口総督頼母の作戦は採用されず、敗戦が続いた。親交のある勝海舟の補佐役林三郎（元会津藩士）から、徳川宗家の静岡移転情報もあり、停戦降伏を主張したが受け入れられない。梶原はプロイセンの武器商人スネル兄弟に新式兵器の購入を申し入れた。プロイセンは奥羽越列藩同盟が長期戦勝利すると見通したが、新政府に新潟港で武器を押さえられ、会津藩、奥羽越列藩同盟は短期敗戦に終結した。会津藩・庄内藩は警備した蝦夷の領地をプロイセンに租借契約（99年間貸付）を進めるも未遂におわった。もし、会津藩、奥羽越列藩同盟が勝利すれば、北海道は昭和40年代まで植民地になる可能性もあった。（但し、この説の根拠はナチ党が連合国に勝利しているのが条件である。それはあり得ないため、昭和40年云々は単なる空想）
　明治4年（1871年）、西郷頼母に刺客を放ったとされる梶原平馬は、林三郎を伴い静岡藩の勝海舟に斗南藩の経済援助要請を行った。当時、頼母は東京に住み林三郎と交流があり、梶原と再会した可能性がある。斗南藩が廃止されると、梶原は消息不明になった。

### 戊辰戦争以降
会津から逃げ延びて以降、榎本武揚や土方歳三と合流して箱館戦線で江差まで戦ったものの、旧幕府軍が降伏すると箱館で捕らえられ、館林藩預け置きとなった。明治3年（1870年）、西郷家は藩主である保科家（会津松平家）の分家でもあったため、本姓の保科に改姓し、保科近悳となる。
明治４年(1871年)　、会津藩士から幕臣勝海舟の補佐役になった林三郎は、静岡県の要職に就き、親しい保科近悳、妹美遠子、長男吉十郎を静岡の自宅に移住させた。
明治5年（1872年）、西伊豆の江奈で依田佐二平の開設した謹申学舎塾の塾長となる。塾生には若き日の依田勉三がいた。
明治6年（1873年）、伊豆で妹美遠子が写真家鈴木真一と結婚。その後、夫が戦死し娘のいる親戚伊与田きみと保科は再婚した。
明治8年（1875年）、都都古別神社（現・福島県東白川郡棚倉町）の宮司となるが、西南戦争が勃発すると、西郷隆盛と交遊があったため謀反を疑われ、宮司を解任される。実際、隆盛と頼母の手紙のやりとりはあったが、慶応年間からの知り合いと伝承では成り立っている。
明治12年（1879年）、長男の吉十郎が病没したため、甥（志田貞二郎の三男）の志田四郎（後の柔道家・西郷四郎）を養子とし、彼に柔術を教えたといわれるが、志田家戸籍の養子は明治１７年で、養子四郎に柔術を教えた説も信ぴょう性が低い。
明治13年（1880年）、旧会津藩主・松平容保が日光東照宮の宮司となると、頼母は禰宜となった。松平容保と頼母は和解した。明治20年（1887年）、後藤象二郎らの提唱する大同団結運動に共鳴し、会津と東京を拠点として政治活動に加わり、日光東照宮の禰宜を辞す。代議士となる準備を進めていたが、大同団結運動が瓦解したため政治運動から身を引き、郷里の若松（現・会津若松市）に戻った。
明治22年（1889年）から明治32年（1899年）まで、福島県伊達郡の霊山神社で神職を務め、辞職後は再び若松に戻った。容保の日光東照宮宮司、頼母の都都古別神社宮司、日光東照宮禰宜・宮司代理、霊山神社宮司に就任したのは、勝海舟と補佐役林三郎の尽力があったといわれる。
明治36年（1903年）に会津若松の十軒長屋で74歳で死去。墓所は妻・千重子の墓とともに、会津の善龍寺にある。

## 系譜
西郷家は、室町時代に仁木氏の守護代を務めた三河国の名家であったが、やがて勢力を拡大させる松平家に臣従した。その後、徳川政権下で御三家や有力譜代の家臣として存続し続けた。そして会津藩における西郷家は その傍流の1つとして目され、初代の西郷近房以来200年余、会津藩松平家の家老を代々務める家柄であり、頼母で9代目となっていた。家禄1,700石。家紋は鷹の羽、また保科家の並び九曜紋を許されていた。
- 曾祖父：西郷近寧
  - 祖父：西郷近光
    - 父：西郷近思（1805-1860）
    - 母：律子（1811-1868）
      - 本人：保科近悳（西郷頼母）
      - 妻：千重子（1835-1868）
        - 長男：西郷有鄰（1858-1879）
        - 次男：西郷五郎（夭逝）
        - 養子：西郷四郎（1866-1922）
          - 養子の養子：西郷孝之 - 神保巌之助四男

        - 養子：保科近一 - 西郷栄之助長男
        - 長女：細布子（1853-1868）
        - 次女：瀑布子（1856-1868）
        - 三女：田鶴子（1861-1868）
        - 四女：常盤子（1865-1868）
        - 五女：季子（1867-1868）

      - 姉：たよ（生駒直道妻）
      - 弟：山田直節
        - 甥：山田重郎

      - 弟：立川一兎
        - 甥：立川直臣
          - 甥の子：立川玄一郎

      - 妹：八代（井深宅右衛門妻）
        - 甥：井深梶之助
        - 甥：井深彦三郎
          - 甥の子：井深重彦（夭逝）
          - 甥の子：井深八重

      - 妹：幾与子（一瀬隆智（要人）妻）
      - 妹：美遠子（長坂忠光妻、死別後に鈴木真一妻）
      - 妹：眉寿子（1843-1868）
      - 妹：由布子（1846-1868）

母、妹2人、妻、5人の娘は慶応4年8月23日（1868年10月8日）、頼母の登城後に親戚12人と共に自邸で自害した。
この家族の受難は戊辰戦争の悲話として紹介され、そのため頼母は会津藩に最後まで忠誠を尽くした忠臣であるという評価と、家族は潔く自害したのに自身は逃亡し生き長らえたことから、卑怯者、臆病者とされる評価で二分されている。
長男・吉十郎有鄰は当時11歳で父・頼母に連れられ、籠城中の若松城から脱走し、仙台から函館へ向かい、函館で父が五稜郭に入城の時に坂本龍馬の従兄弟で函館のギリシャ正教神父・沢辺琢磨に託された。（沢辺琢磨の実弟である桑津一兵衛重時は、新政府軍・土佐迅衝隊の第十四番隊長として、会津戦争に従軍している）病のため東大医学部病院で死去（戦後は西郷隆盛の援助でアメリカ留学したとの説、西南戦争に鹿児島で戦傷説もある）。墓は東京都港区麻布長谷寺である。
養子・四郎は会津藩士・志田貞二郎の三男で頼母の甥にあたる。明治14年（1881年）、養子とした。四郎は成人した後、上京して講道館に入門し柔道家として大成する。小説や映画で名高い姿三四郎は彼がモデルとされる。池月映の研究で、四郎は頼母の実子とする説を否定、山嵐の技は頼母が教えた大東流の技ではなく、四郎の創意工夫の技であると、研究家牧野登、西郷頼母の手紙などをもとに『会津人群像№45』に発表した。

## 人物・逸話
- 身分意識が強く、西洋銃導入を進言した山本覚馬を一年間禁足処分に課し、秋月悌次郎が秀才であったにもかかわらず左遷されたのは下級武士であったからで、西日本側の諸藩の事情に通じていた悌次郎を左遷し、薩摩・長州とパイプを持つ神保修理を自害に追いやったことなどが会津藩敗北の遠因となった。薩摩藩は、前より藩政改革が行われ、また島津斉彬の抜擢した有能な下級武士が朝廷との交渉などに登用されており、土佐藩は、山内容堂の意向により身分の低い吉田東洋（長宗我部旧臣）を参政に抜擢するなど早くから藩政改革を行っており、板垣退助の進言によって軍制改革が断行されたのと比較すると大いに違いがある。会津と戦った土佐藩の板垣退助は、これらの惨状を目の当たりにして終生反面教師とし、四民平等を唱えた。然し土佐でも東洋が門閥派に睨まれ最終的には暗殺されるなど、会津藩ほどではないが改革への抵抗もあった。
- 大東流合気柔術の伝承によると、頼母は藩士時代に武田惣右衛門から御式内等の武芸と陰陽道を学び、明治31年（1898年）に霊山神社を訪ねた武田惣角（武田惣右衛門の孫）に御式内を伝授したという。しかし、近年の池月映の研究で頼母は農民武田惣角に相談され、格式を高めるため大東流の流派名を授け、甲斐武田家を先祖とする歴史を創作した。頼母は武術・真言密教・修験道（気合術の気合・合気）・易学の達人の証拠はなく、合気柔術は教えていないことが判明した。北海道白老村の武田惣角の記念碑に西郷頼母（保科）の名前はない。
- 保科近悳の晩年『保科藩老戊辰戦略談一片聞書』（渋谷源蔵 ）に、白河口攻防の作戦は保科の意見、降伏開城も反対されたとある。会津敗戦の予想は的中し、臆病者と揶揄された内容とは逆で、汚名返上されるべき証言である。
- 西郷頼母が語った「中道を行く者の難しさは、右から見れば左に見え、左からみれば右に見られる 」は 名言といわれる。

## 西郷一族の辞世
- 母 律子（58歳）

「秋霜飛兮金風冷 白雲去兮月輪高」
- 妻 千重子（34歳）

「なよ竹の風にまかする身ながらも たわまぬ節はありとこそきけ」
- 妹 眉寿子（26歳）

「死にかへり幾度世には生きるとも ますら武雄となりなんものを」
- 妹 由布子（23歳）

「武士の道と聞きしをたよりにて 思いたちぬる黄泉の旅かな」
- 長女 細布子（16歳） 下の句
- 次女 瀑布子（13歳） 上の句

「手をとりてともに行なばまよはじよ いざたどらまし死出の山みち」

## 登場作品
NHK大河ドラマ
- 八重の桜（2013年） - 演：西田敏行

民放
- 徳川おんな絵巻（1971年、関西テレビ） - 演：中村竹弥
- 白虎隊（1986年、日本テレビ） - 演：里見浩太朗[注 5]
- 白虎隊（2007年、テレビ朝日） - 演：小林稔侍
- 白虎隊〜敗れざる者たち（2013年、テレビ東京） - 演：北大路欣也